# 克勒兹 (索姆省)
克勒兹（法語：Creuse，法語發音：[kʁøz] ⓘ）是法国上法蘭西大區索姆省的一个市镇，属于亚眠区。

## 地理
克勒兹（49°50'22"N, 2°9'52"E）面积5.02 平方千米，位于法国上法蘭西大區索姆省，该省份为法国北部沿海省份，北起加来海峡省和北部省，西接滨海塞纳省和大西洋英吉利海峡，南至瓦兹省，东临埃纳省。
与克勒兹接壤的市镇（或旧市镇、城区）包括：塞勒河畔巴库埃勒、克莱里-索尔舒瓦、楠普斯迈尼勒、勒韦勒、塞勒河畔韦尔。

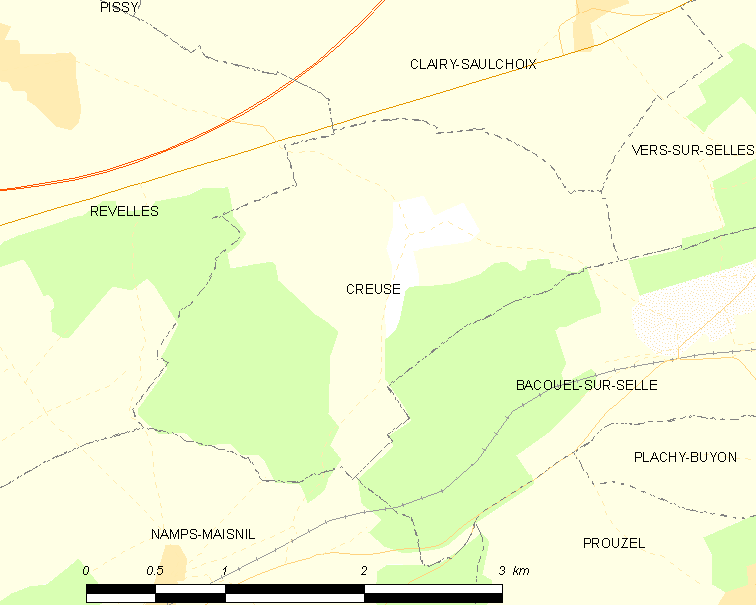
的OSM定位图

克勒兹的时区为UTC+01:00、UTC+02:00（夏令时）。

## 行政
克勒兹的邮政编码为80480，INSEE市镇编码为80225。

## 政治
克勒兹所属的省级选区为索姆河畔阿伊县。

## 人口

1962-2008年间人口变化图示

克勒兹于2022年1月1日时的人口数量为193人。